# Mangouste noire
Galerella nigrata
Espèce
La mangouste noire (Galerella nigrata) est une espèce de mangoustes qu'on trouve dans le nord de la Namibie et dans le sud-ouest de l'Angola. Alors qu'elle avait initialement été décrite comme une espèce bien distincte par Thomas (1928), on a ensuite considéré qu'il s'agissait d'une variante de la mangouste rouge. Toutefois, des analyses génétiques ont récemment confirmé qu'il s'agissait bien d'une espèce à part entière.

## Distribution et habitat
La mangouste noire peut être trouvée dans les régions montagneuses du nord-ouest de la Namibie (dont le plateau de Waterberg) et du sud-ouest de l'Angola. C'est l'une des rares espèces de mangouste à être parvenue à s'adapter à des massifs de granite isolés kopjes.

## Description
La mangouste noire ressemble à la mangouste rouge, sauf que son pelage est entièrement noir.

## Alimentation
Comme d'autres espèces de Galerella de l'Afrique australe, la mangouste noire a un régime très varié, se nourrissant d'insectes, dont les mouches sarcophagid à l'état aussi bien adulte que larvaire et nymphal, ainsi que de reptiles, d'oiseaux, de petits mammifères et de fruits.